# (1329) Eliane
(1329) Eliane est un astéroïde de la ceinture principale découvert le 23 mars 1933 par l'astronome belge Eugène Joseph Delporte.

## Historique
Le lieu de découverte, par l'astronome belge Eugène Joseph Delporte, est l'observatoire royal de Belgique à Uccle. Sa désignation provisoire, lors de sa découverte le 23 mars 1933, était 1933 FL.
Il a été nommé du prénom de la fille de Paul Bourgeois le directeur de l'observatoire où l'astéroïde fut découvert.

## Caractéristiques
Sa distance minimale d'intersection de l'orbite terrestre est de 1,150 320 ua.